# 游騰
游騰（？—？），又作游勝，为战国时期西周国大臣。

## 生平
周赧王八年（公元前307年），秦武王遣樗里疾以百乘之车进入西周境内，西周君以隆重的卒礼（百人之礼）相迎。楚怀王闻此事后大怒，游腾受命至楚解释：秦国乃虎狼之国，以卒礼相迎是为自卫，以防被其吞并。楚王听後感到满意。